# Колледж Святого Эдмунда (Кембридж)
Колледж Святого Эдмунда (англ. St Edmund's College) — один из колледжей Кембриджского университета. Второй старейший из четырёх колледжей Кембриджа (самый старый Хьюз Холл, затем колледжи Вулфсона и Люси Кавендиш), рассчитанных на получение послевузовского профессионального образования, куда принимают студентов в возрасте от 21 года для получения степеней бакалавра, магистра и доктора (более ¾ студентов учатся для получения степеней доктора философии, магистров философии и права).
Колледж назван в честь Эдмунда Эбингдонского, архиепископа Кентерберийского (1234–1240), причисленного к лику святых в 1246 году. Девиз колледжа Святого Эдмунда «Per Revelationem et Rationem» (англ. Through revelation and reason), что дословно означает через откровение и разум.
Колледж находится примерно в 10 минутах ходьбы к северо-западу от центра Кембриджа, недалеко от колледжей Люси Кавендиш, Мюррей Эдвардс и Фицуильяма. Кампус состоит из сада, расположенного на краю бывшего римского Кембриджа, с жилыми корпусами на более 350 студентов.

## История
Дом Святого Эдмунда (англ. St Edmund's House) был основан в 1896 году 15-м герцогом Норфолка Генри Фицаланом-Говардом и бароном Анатолем фон Хюгель (англ. Anatole von Hügel) в качестве учреждения, предоставляющего питание и жильё для римско-католических студентов Кембриджского университета. После католической эмансипации (англ. :en:Catholic emancipation), в частности отмены экзаменационных актов в 1873 году, студенты-католики были окончательно признаны членами университета. Первоначально колледж функционировал как общежитие для студентов, зачисленных в другие колледжи. Большинство учеников были рукоположенными католическими священниками, которые читали различные предметы, предлагаемые университетом.
В разное время предпринимались попытки преобразовать дом Святого Эдмунда в полноценный колледж, но они были враждебно восприняты и отклонены протестантскими магистрами и членами университета с правом голоса, считающими это учреждение папистским. Тем временем колледж разрастался: в 1916 году была официально освящена построенная часовня, в 1939 году построена новая столовая, количество учащихся неуклонно возрастало. Колледж получил статус Дом Резиденции (англ. House of Residence), предшествующий статусу официального колледжа. 
После создания нескольких колледжей для аспирантов в 1960-х годах, дом Святого Эдмунда стал одним из выпускающих колледжей университета. В 1965 году ему было разрешено принимать собственных студентов. В 1975 году колледж получил статус Утверждённого фонда (англ. Approved Foundation), в 1986 году изменил своё название с Дома Святого Эдмунда yf Колледж Святого Эдмунда, и только в 1996 году был получен статус полноценного колледжа Кембриджского университета (хотя Королевская хартия получена в 1998 году).
В настоящее время колледж Святого Эдмунда принимает студентов всех конфессий и атеистов. Однако католический характер заведения выражен в часовне, уникальной среди прочих колледжей университетов Кембридж и Оксфорд, построенной в соответствии с римско-католическими традициями.

## Известные выпускники и студенты
- Жорж Леметр (1894 — 1966), бельгийский католический священник, астроном и математик.
- Имон Мартин (р. 1961), ирландский прелат.
- Луиза Ломбард (р. 1970), британская актриса.

Колледж Святого Эдмунда
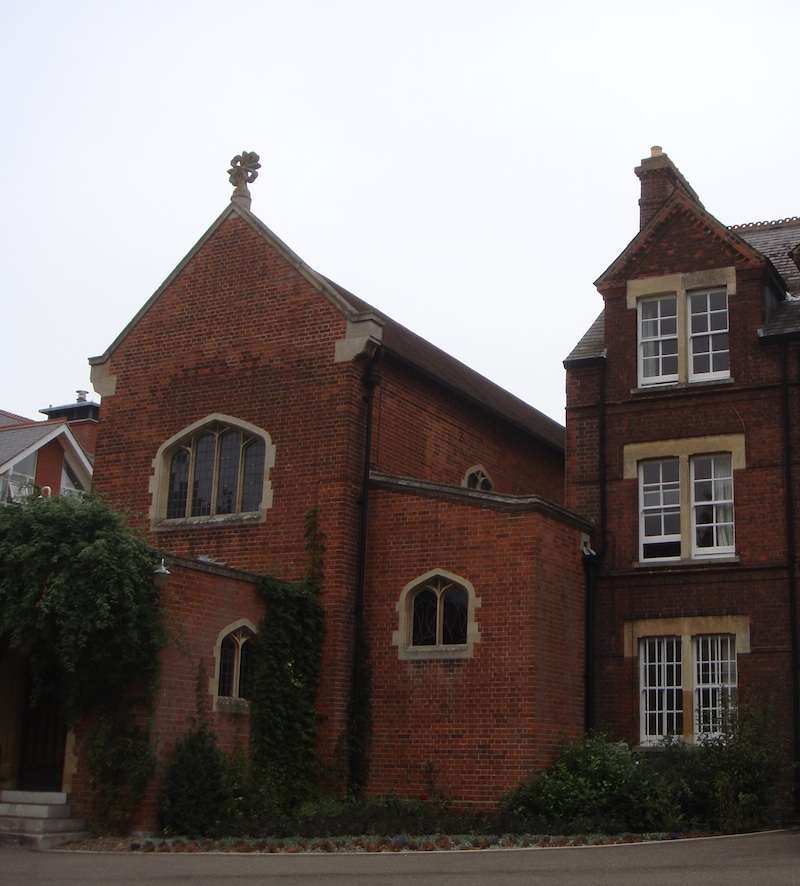
Католическая часовня
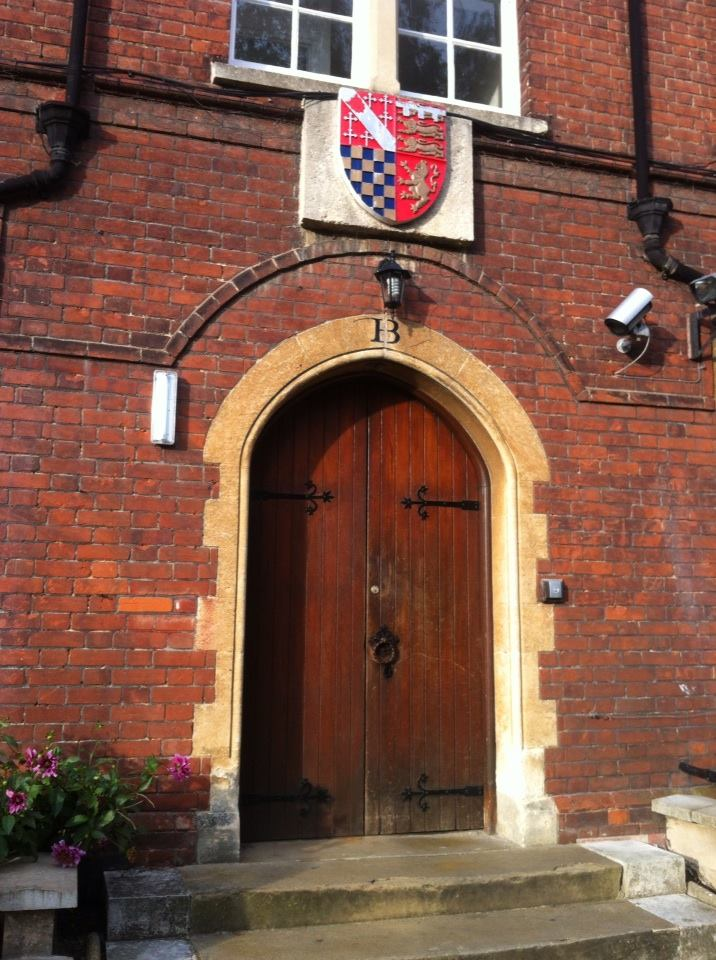
Дверь в корпус
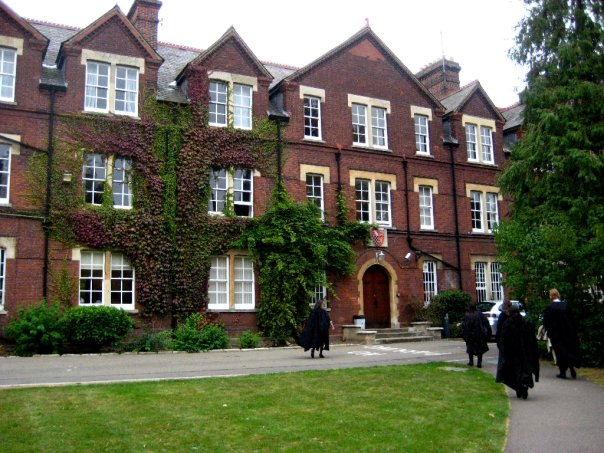
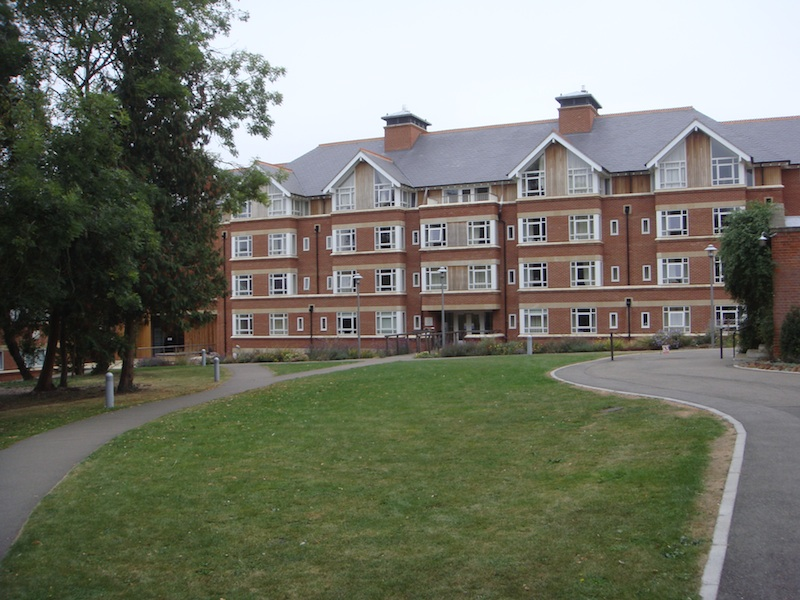
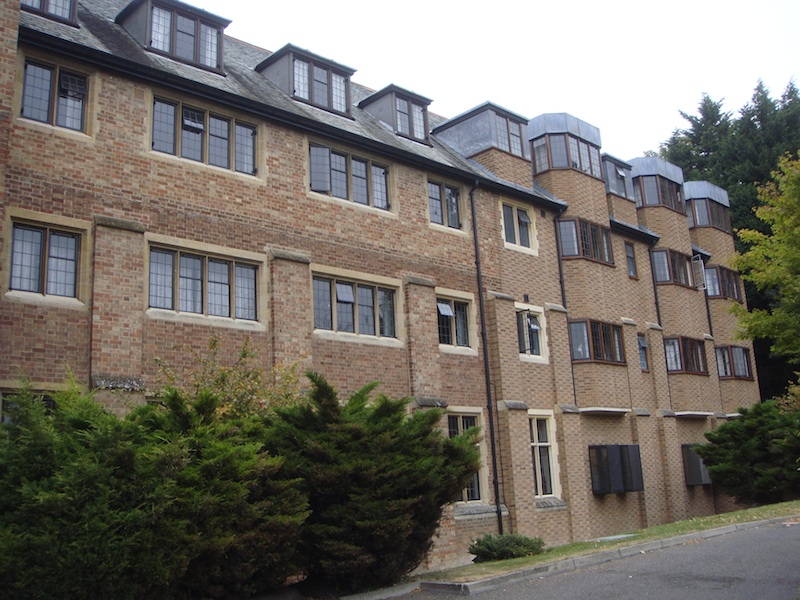
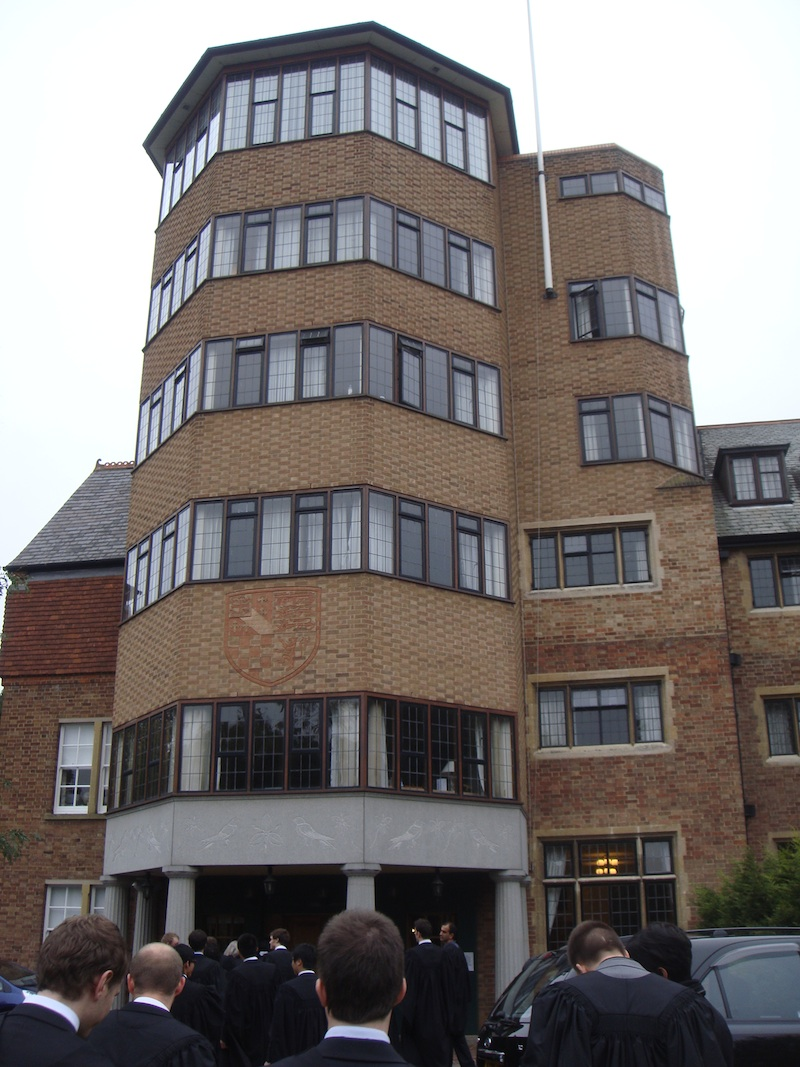
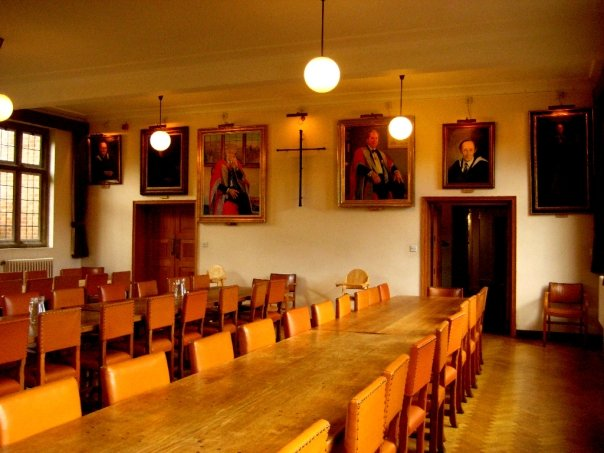
Столовая